# Успенский, Пётр Павлович

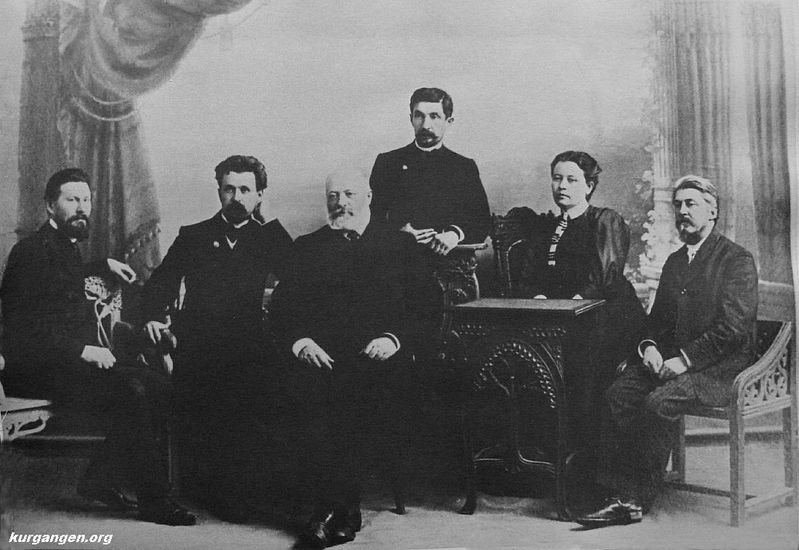
Курганские врачи: Георгий Петрович Шубский, П.П. Успенский, Александр Иванович Ротберг, Николай Семенович Коган, Антонина Алексеевна Папулова, Сергей Александрович Миславский, 1911 год.

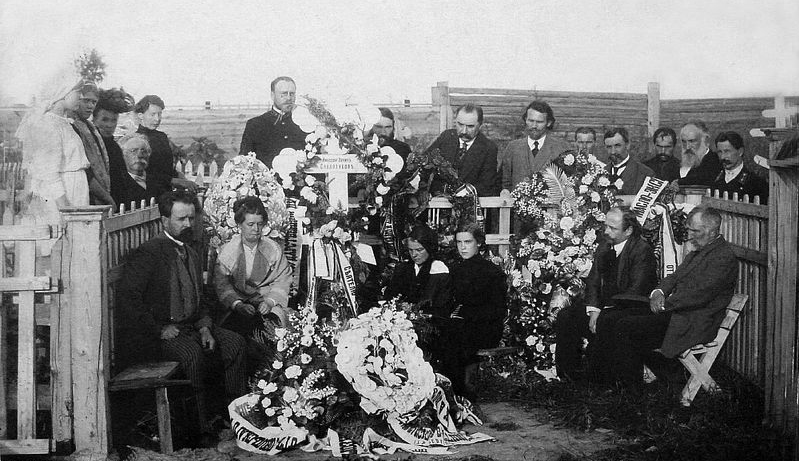
На могиле Николая Лукича Скалозубова. Сидят: П.П. Успенский с женой Августой Константиновной, вдова Ариадна Васильевна Скалозубова, Маруся Успенская, 1915 год

Пётр Па́влович Успе́нский (1866, Ливенский уезд, Орловская губерния — 8 июня 1944, Курган) — заведующий Курганской сельской лечебницы, председатель Курганской городской библиотечной комиссии по официальному открытию публичной библиотеки, позднее главный врач и заведующий глазным отделением Курганской городской больницы. Участник Русско-японской и Гражданской войн. Коллежский советник (1907).

## Биография
Пётр Успенский родился в 1866 году в семье священника в Ливенском уезде Орловской губернии (ныне территория уезда входит в Орловскую и Липецкую области).
В 1886 году окончил Орловскую духовную семинарию и два года работал учителем в сельской школе.
В 1888 году поступил в только что открывшийся Императорский Томский университет на медицинский факультет, который окончил осенью 1894 года и по направлению приехал работать в Курганский округ (с 1898 года — уезд) Тобольской губернии. Вместе с ним приехала его супруга Августа Константиновна, окончившая в том же году Томскую повивальную школу.
В 1895 году был назначен заведующим Курганской сельской больницей и с небольшим перерывом пробыл в этой должности почти 23 года. Лечебница была второй по величине в Кургане и обслуживала ближайшие волости: Введенскую, Дубровскую, Мало-Чаусовскую, Моревскую, Падеринскую, Сычевскую, Черемуховскую и Чинеевскую — с 45 тыс. населения. Сельская лечебница находилась на территории переселенческого пункта, расположенного между Шавринским предместьем и деревней Шевелевкой; впоследствии она превратилась в инфекционную, а потом в одно из отделений противотуберкулезного диспансера; ныне снесена, на её месте расположен 10-этажный жилой дом, ул. Карельцева, 101. Позднее П. П. Успенский писал: «Период службы моей сельским врачом в Курганском округе составляет главное звено моей общественной работы врача. Больницу и амбулаторию обслуживали я, фельдшер и фельдшерица-акушерка. В амбулатории бывало от 30 до 40 тысяч в год, на стационаре от 500 до 700 коечных больных. На меня, кроме того, падала работа экстренных вызовов в участок на роды, тяжелые заболевания и несчастные случаи и на борьбу с эпидемиями». Нагрузка на Успенского была очень большая. В 1912 году он и фельдшеры амбулаторно приняли 21 487 человек, в стационаре лечилось 604 человека.
В 1897 году вместе с супругой Успенский участвовал в Первой Всеобщей переписи населения Российской империи, за что получил первую награду — тёмно-бронзовую медаль «За труды по первой всеобщей переписи населения». В 1899 году он был утверждён без отрыва от основной работы врачом Курганских мужского и женского приходских училищ. В 1901 году принимал участие в работе Сибирского глазного отряда, бывая в командировках в Омске, Ново-Николаевске (Новосибирске), Ачинске и других городах. Многократно исполнял обязанности судебного врача по Кургану и округу. За усердную службу Успенский в 1901 году получил Благодарность от Её императорского величества Марии Федоровны и награждён орденом Святого Станислава I степени.
В 1904 году приказом Тобольского губернатора Успенский командирован на Дальний Восток для заведования этапным госпиталем, снаряженным Тобольским управлением Российского общества Красного креста. Это была командировка на Русско-японскую войну, где Пётр Павлович провёл всю кампанию, с честью выполнив свой врачебный и гражданский долг. За участие в Русско-японской войне был награждён орденом Св. Анны III степени, знаком Красного Креста, серебряной и тёмно-бронзовой медалями, несколькими благодарностями.
После возвращения с войны Пётр Павлович снова активно включился в работу, в общественные дела — участвовал в митинге представителей городского купечества и интеллигенции, был избран гласным курганской городской думы и членом городской управы. В 1907 году пришло сообщение от врачебного отделения Тобольского губернского управления: «Курганскому сельскому врачу надворному советнику Успенскому. Высочайшим приказом по гражданскому ведомству, от 20 января (2 февраля)  1907 года за № 4, Вы произведены, за выслугу лет, в чин коллежского советника. Об этом врачебное отделение уведомляет Ваше высокоблагородие для сведения». Согласно Табели о рангах, гражданский чин коллежского советника соответствовал VI классу (из 14, 1-й — высший) или военному чину полковника, что давало право на получение статуса потомственного дворянства.
20 декабря 1911 года (2 января 1912 года) Курганская городская дума утвердила состав библиотечной исполнительной комиссии — для организации и открытия первой городской библиотеки. Председателем комиссии был избран Успенский. С весны 1912 года по сентябрь 1913 года на заседаниях комиссии рассматривались вопросы по формированию книжного фонда библиотеки, утверждению штата библиотечных работников, выработке внутреннего распорядка. Важнейшим итогом её работы стало открытие 6 (19) декабря 1912 года Курганской городской публичной библиотеки.
В октябре 1913 года Успенский был командирован в Санкт-Петербург на курсы повышения квалификации, которые он успешно окончил. А в августе 1914 года Петру Павловичу пришло свидетельство за подписью Тобольского вице-губернатора о том, что ему предоставлено право ношения на груди Высочайше утверждённой Светло-бронзовой медали «В память 300-летия царствования дома Романовых».
В 1918 году во время гражданской войны многие медицинские работники, в том числе Успенский, были мобилизованы в белую Русскую армию и с ней ушли на восток. Позднее Пётр Павлович обосновался в Томске.
В 1923 году Курганский отдел здравоохранения отправил официальное предложение вернуться в Курган и занять место главного врача при городской больнице. По декабрь 1927 года он вёл здесь общую глазную амбулаторию и стационар на 5 кроватей при хирургическом отделении. С декабря 1927 года при Курганской окружной больнице было открыто самостоятельное глазное отделение на 20 кроватей, которым заведовал Пётр Павлович.
В 1936 году городская партийная власть обвинила врачей в неспособности эффективно вести борьбу с тифом и скарлатиной, на что Успенский, выступая на общегородском собрании врачей, высказал крамольную мысль, что это не вина врачей, а вина властей, которые проблемы социальные (недостаток медикаментов, голод) выдают за проблемы медицинские.
10 ноября 1937 года на общегородском собрании врачей рассматривался вопрос «Об исключении врача Державина из членов бюро врачебной секции и научной ассоциации врачей». Петра Павловича попросили «подтвердить», что его коллега-врач Алексей Александрович Державин (1884 — ноябрь 1937) — враг народа, которому в советской больнице не место. Однако у Успенского было своё мнение, и он заявил следующее: «Знаю Александра Александровича Державина в течение 13 лет; считаю его беспартийным большевиком, одарённым человеком, всецело преданным народу, а не врагом народа. Наскоки предыдущих ораторов на Державина считаю нелепыми и недостойными моей советской власти и Конституции». Петр Павлович понимал возможные последствия его слов, но лжесвидетельствовать не стал. На том же собрании завхоз больницы Рождественский заявил, что высказывания доктора Успенского — это недоверие к НКВД и, если Успенский встал на защиту Державина, то необходимо проверить, нет ли здесь его связи с последним.
13 марта 1938 года Успенского арестовали по обвинению в антисоветской агитации, определив мерой пресечения «содержание под стражей в Курганской тюрьме» и инкриминируя ему, что он «является участником шпионско-диверсионной, эсеровской, меньшевистской организации, состоял агентом немецкой разведки, проводил активную шпионскую работу в пользу Германии». Его допрашивали в течение почти двух лет, но вины своей он не признал. Тем не менее, Челябинский областной суд от 17—18 января 1940 года приговорил Успенского к 6 годам лишения свободы по ст. 58-10 ч. 1. В местах заключения Петр Павлович продолжал работать глазным врачом, а в сентябре 1942 года его досрочно освободили.
После возвращения Успенского главный врач городской больницы Яков Давидович Витебский пригласил Петра Павловича на должность заведующего глазным отделением, где он проработал с 1942 по 1944 год. Зимой 1944 года Успенский сломал ногу, ему оборудовали кровать прямо в глазном отделении, и Витебский проводил пятиминутки в этой палате. Но болезнь обострилась, и 8 июня 1944 года в возрасте 78 лет Пётр Павлович Успенский скоропостижно скончался на рабочем месте в городской больнице города Кургана Курганской области.
10 июля 1992 года прокуратура Курганской области полностью реабилитировала П. П. Успенского за отсутствием состава преступления.

## Награды
- Чин коллежского советника, 20 января (2 февраля)  1907 года, за выслугу лет.
- Орден Святого Станислава I степени, 1901 год, за усердную службу в качестве врача.
- Орден Святой Анны III степени, за участие в Русско-японской войне.
- Тёмно-бронзовая медаль «За труды по первой всеобщей переписи населения», 1897 год.
- Светло-бронзовая медаль «В память 300-летия царствования дома Романовых», август 1914 года.
- Тёмно-бронзовая медаль «В память русско-японской войны».
- Серебряная медаль Красного Креста «В память русско-японской войны».
- Благодарность от Её императорского величества Марии Федоровны, 1901 год

## Память

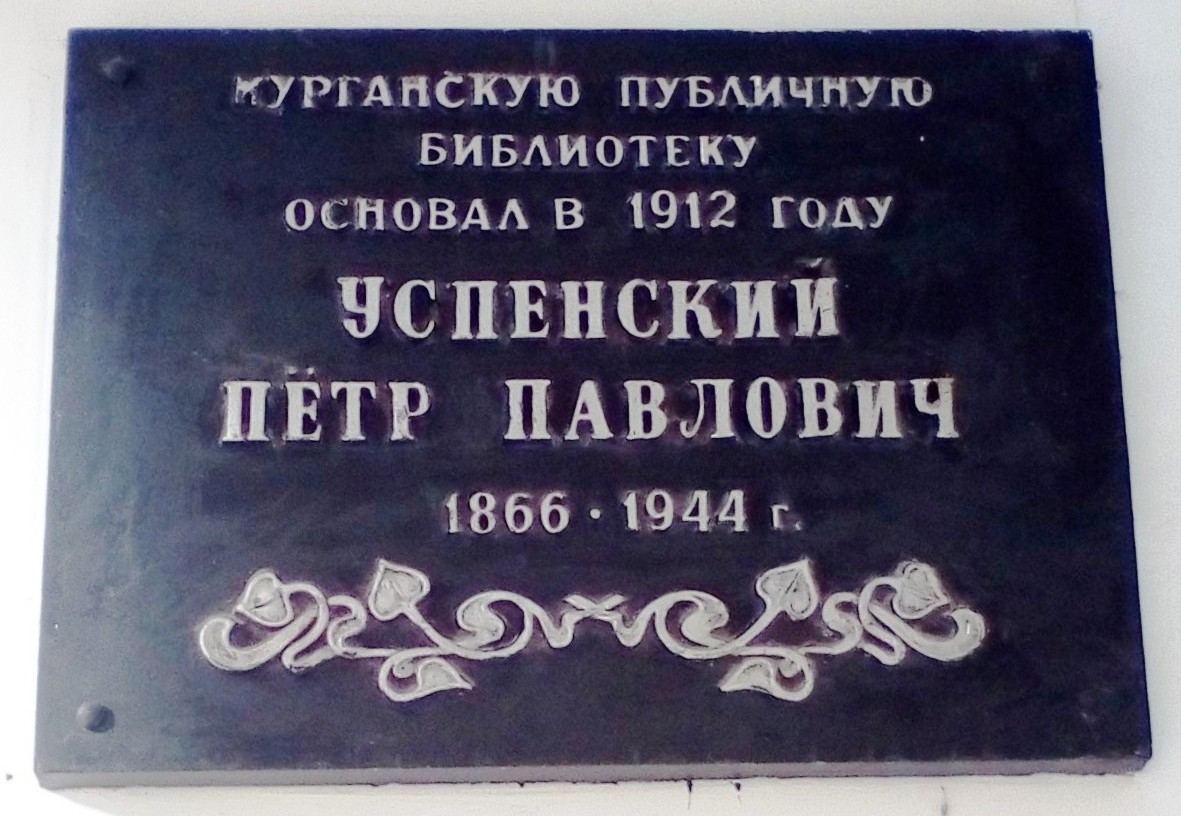
Мемориальная доска Успенскому Петру Павловичу. г. Курган, ул. Комсомольская, д. 30.

- На здании Курганской областной универсальной научной библиотеки имени А. К. Югова по адресу ул. Комсомольская, д. 30, установлена памятная доска, отражающая заслуги П. П. Успенского в основании библиотеки: «Курганскую публичную библиотеку основал в 1912 году Успенский Пётр Павлович 1866—1944 г.»[12]— 55°26′16″ с. ш. 65°20′45″ в. д.HGЯO
- В Государственном архиве Курганской области есть Фонд № Р-2298. Коллекция документов врачей Успенского П.П. и Кудина В.К[13].

## Семья
Супруга — Августа Константиновна Успенская (?—1920), выпускница Томской повивальной школы. Приехала вместе с мужем в Курган в 1894 году, несколько лет работала в Курганской сельской лечебнице, позднее занималась домохозяйством и воспитанием детей.
В семье было четверо детей:
- Мария (1899—1985), вышла замуж в 1927 году за Валерия Михайловича Малангина, сохранив фамилию отца. У них было двое детей, Виктор и Галина, названные в честь брата и сестры Марии Петровны. Потомки Виктора обосновались в Московской области, а потомки Галины — сын Григорий Михайлович и дочь Елена Михайловна — в Кургане, представляя род Успенских в четвертом колене.[10] Дубровина Елена Михайловна, правнучка П. П. Успенского, продолжила ремесло прадеда, освоив профессию врача-офтальмолога.
- Борис (1901—1980), детей не было.
- Виктор (1903—1928), инженер по образованию, покончил с собой в 25 лет.
- Галина (1905—1919), скончалась на 14-м году от эпидемического энцефалита[10].